# 忠党水库
忠党水库是中国广西壮族自治区南宁市武鸣县境内的一座水库，位于右江支流武鸣河上，建于1959年。水库正常库容为1407万立方米，集雨面积为11平方千米，海拔为150米。